# Dicranomyia (Dicranomyia) nelsoniana
Dicranomyia (Dicranomyia) nelsoniana is een tweevleugelige uit de familie steltmuggen (Limoniidae). De soort komt voor in het Australaziatisch gebied.